# Cyrtodactylus variegatus
Cyrtodactylus variegatus este o specie de șopârle din genul Cyrtodactylus, familia Gekkonidae, ordinul Squamata, descrisă de Blyth 1859. Conform Catalogue of Life specia Cyrtodactylus variegatus nu are subspecii cunoscute.